# Вильденс, Ян
Ян Вильденс(нидерл. Jan Wildens, 1585/1586, Антверпен — 16 октября 1653, Антверпен) — южно-нидерландский (фламандский) рисовальщик, живописец и гравёр. Художник-пейзажист «Золотого века Нидерландов». Жил и работал в Антверпене. Регулярно сотрудничал с Питером Паулем Рубенсом и другими ведущими фламандскими художниками эпохи барокко своего поколения, в композициях которых писал пейзажи.

## Биография
Ян Вильденс родился в 1585 году (возможно, в 1586) в Антверпене. Он был сыном Генри Вильденса и Магдалены Восберген. Его отец умер рано, а мать вышла замуж за Корнелиса Кока. Дочь Магдалены и Корнелиса Сюзанна Кок в 1617 году вышла замуж за Корнелиса де Воса. Корнелис де Вос был братом Пауля де Воса, а сестра Корнелиса и Пауля была замужем за Франсом Снейдерсом.
В возрасте десяти лет Яна отдали в обучение Питеру ван дер Хюлсту Первому в качестве подмастерья (работы этого художника малоизвестны и, возможно, утрачены). В 1596 году Ян Вильденс был зарегистрирован в антверпенской Гильдии Святого Луки в качестве ученика ван дер Хюлста. В 1604 году Ян стал мастером Гильдии. В 1610 году он открыл собственную мастерскую и взял в ученики Авраама Леерса. К этому периоду относится серия рисунков «Двенадцать месяцев», которые были награвированы и опубликованы.
В 1613 году Ян Вильденс отправился в Италию, где оставался до 1616 года. После возвращения в Антверпен в 1616 году он часто сотрудничал с мастерской Питера Пауля Рубенса. О внешности Вильденса известно благодаря портрету кисти Рубенса, который был написан, вероятно, во время работы Вильденса в мастерской Рубенса в 1616 и 1617 годах.
Примерно в 1615—1616 годах Ян Вильденс создал серию из двенадцати пейзажных картин, представляющих аллегории месяцев, похожих на его ранние рисунки. Эти картины показывают его растущий интерес к реалистическому пейзажу, который, вероятно, был результатом знакомства с творчеством его соотечественника Пауля Бриля, работавшего в то время в Риме.
Вильденс отвечал за пейзажную часть серии шпалер, посвящённых античной истории подвигов Деция Муса, а также некоторых картин Рубенса, в том числе: «Похищение дочерей Левкиппа», «Самсон и лев», «Симон и Ифигения», «Диана и нимфы отправляются на охоту».
Вильденс и Рубенс стали друзьями. В 1619 году Ян Вильденс женился на Марии Стапперт, Рубенс выступил свидетелем на их свадьбе. Племянница Марии — Хелена Фаурмент позже стала второй женой Рубенса. Мария Стапперт умерла в 1624 году, родив Вильденсу двух сыновей, оба стали художниками: Ян Батист (1620—1637) и Иеремия (1621—1653). Сыновья Вильденса умерли молодыми.
Вильденс стал преуспевающим художником. Он работал на известных покровителей и участвовал, как и многие другие художники Антверпена, в оформлении торжественного въезда в город нового штатгальтера Испанских Нидерландов кардинала-инфанта Фердинанда. Проектом руководил Рубенс.
Ян Вильденс по обычаю того времени работал совместно с другими живописцами, обычно он писал пейзажи в картинах Якоба Йорданса, Франса Франкена Младшего, Франса Снейдерса, Пауля де Воса, Абрахама Янссенса, Яна Бекхорста, Герарда Зегерса, Теодора Ромбоутса, Корнелиса Шута.
В произведениях 1620—1630-х годов Вильденс использовал свободное расположение фигур и широкую технику, напоминающую шедевры Рубенса. Однако он отдавал предпочтение не барочной экспрессии, а спокойному подходу, выраженному в подчёркнутой симметрии композиции и мягких тонах. Контраст с творчеством Рубенсом очевиден в безмятежном «Пейзаже с танцующими пастухами» Вильденса (Королевский музей изящных искусств Антверпен), который был отчасти вдохновлён более динамичным «Пейзажем с пастухом и его стадом» Рубенса (Национальная галерея, Лондон).
В доме, который Вильденс унаследовал от матери на улице Ланге-Ньюстраат в Антверпене, он открыл картинную галерею с более чем 700 картинами. Галерея имела большой успех, и позже ей управлял его сын Иеремия. Когда Рубенс умер в 1640 году, Ян Вильденс выступил в качестве распорядителя его имущества.
Среди его учеников были его сыновья и Хендрик ван Бален Младший. В Санкт-Петербургском Эрмитаже хранятся три картины Яна Вильденса.

## Галерея

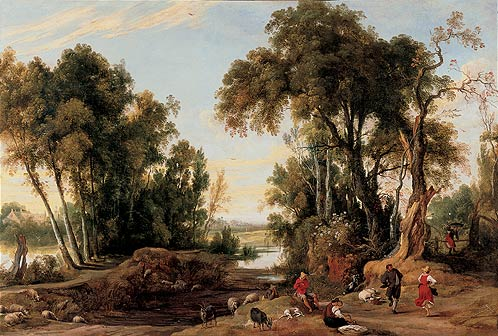
Пейзаж с танцующими пастухами. 1631. Холст, масло. Музей изобразительных искусств, Антверпен
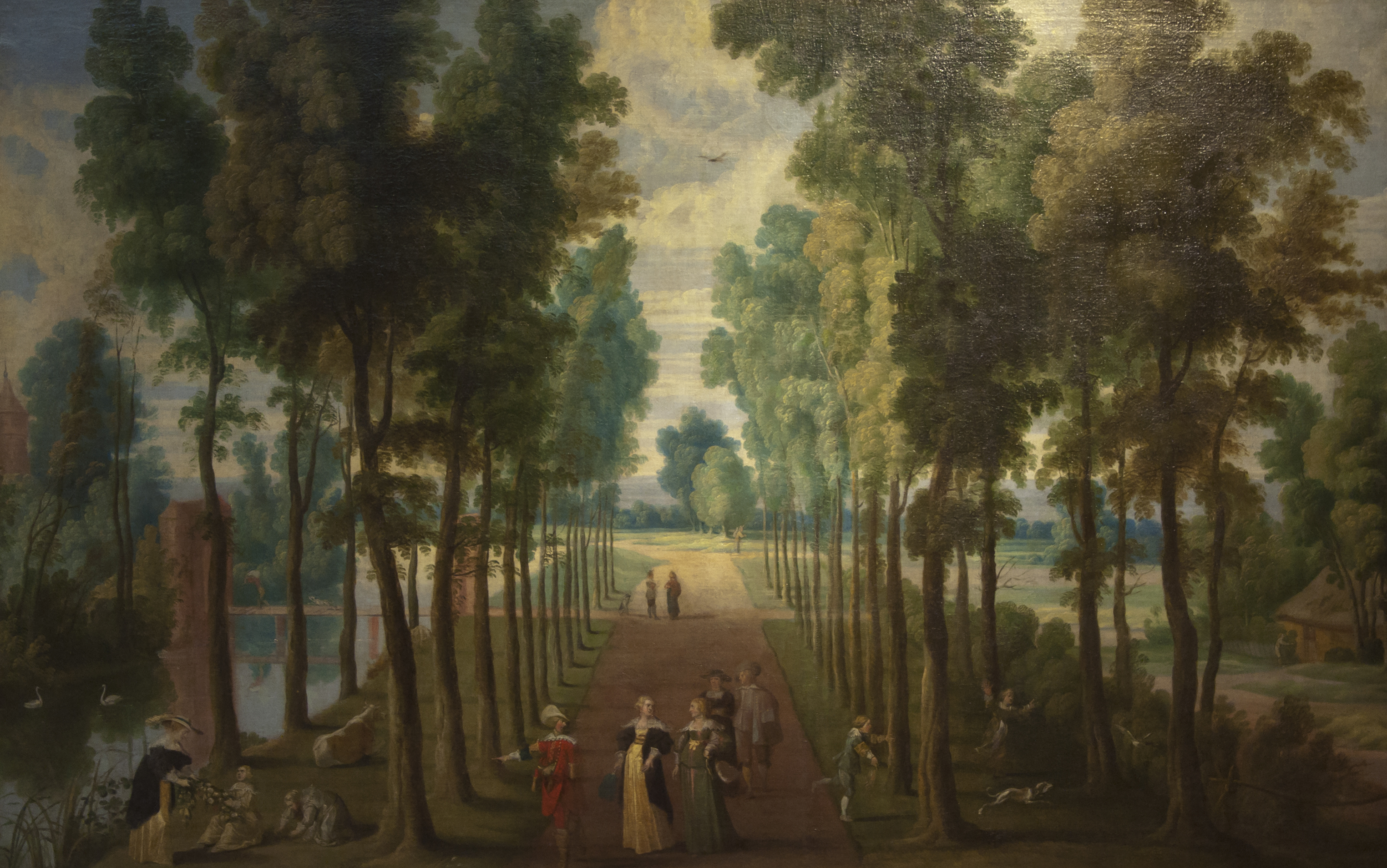
Дорога на берегу ручья. 1617—1620. Холст, масло. Музей изящных искусств, Севилья
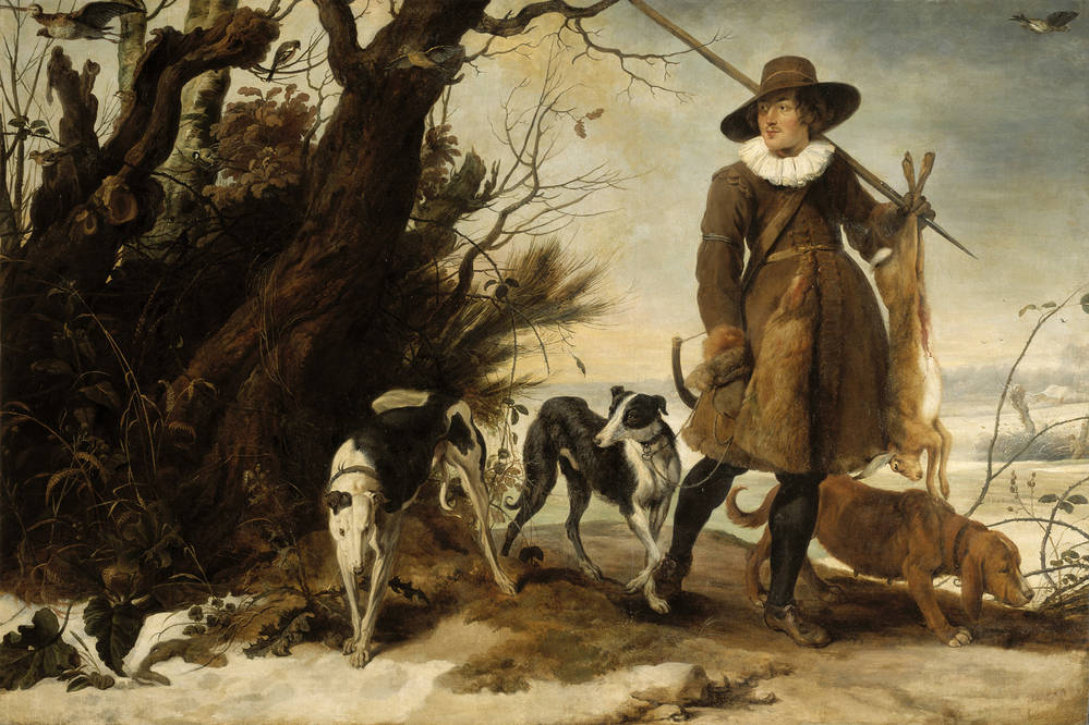
Зимний пейзаж с охотником. 1624. Холст, масло. Галерея старых мастеров, Дрезден (вариант: Эрмитаж, Санкт-Петербург)
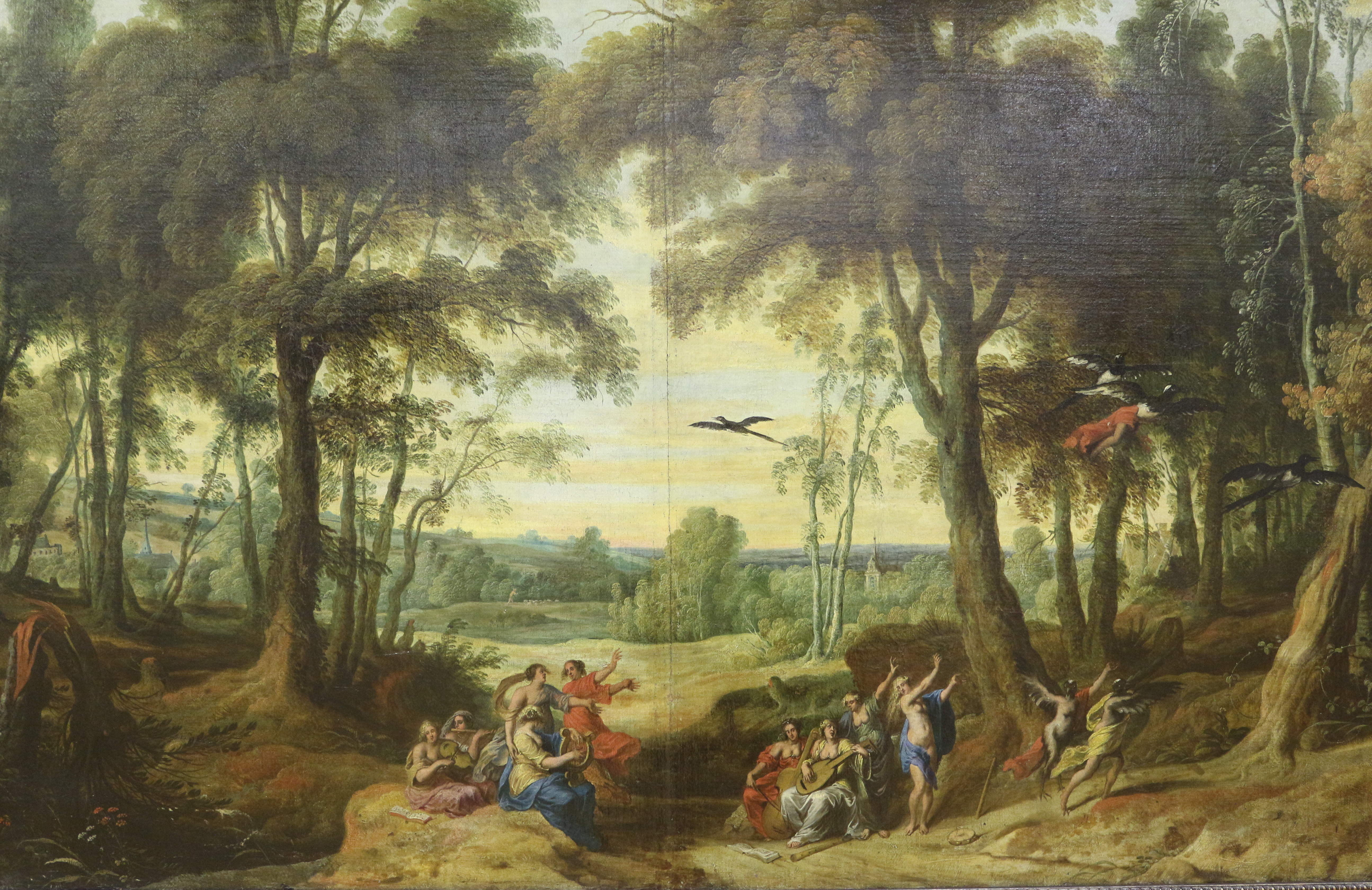
Превращение женщин в сорок. 1630-е. Холст, масло. Екатеринбургский музей изобразительных искусств, Екатеринбург
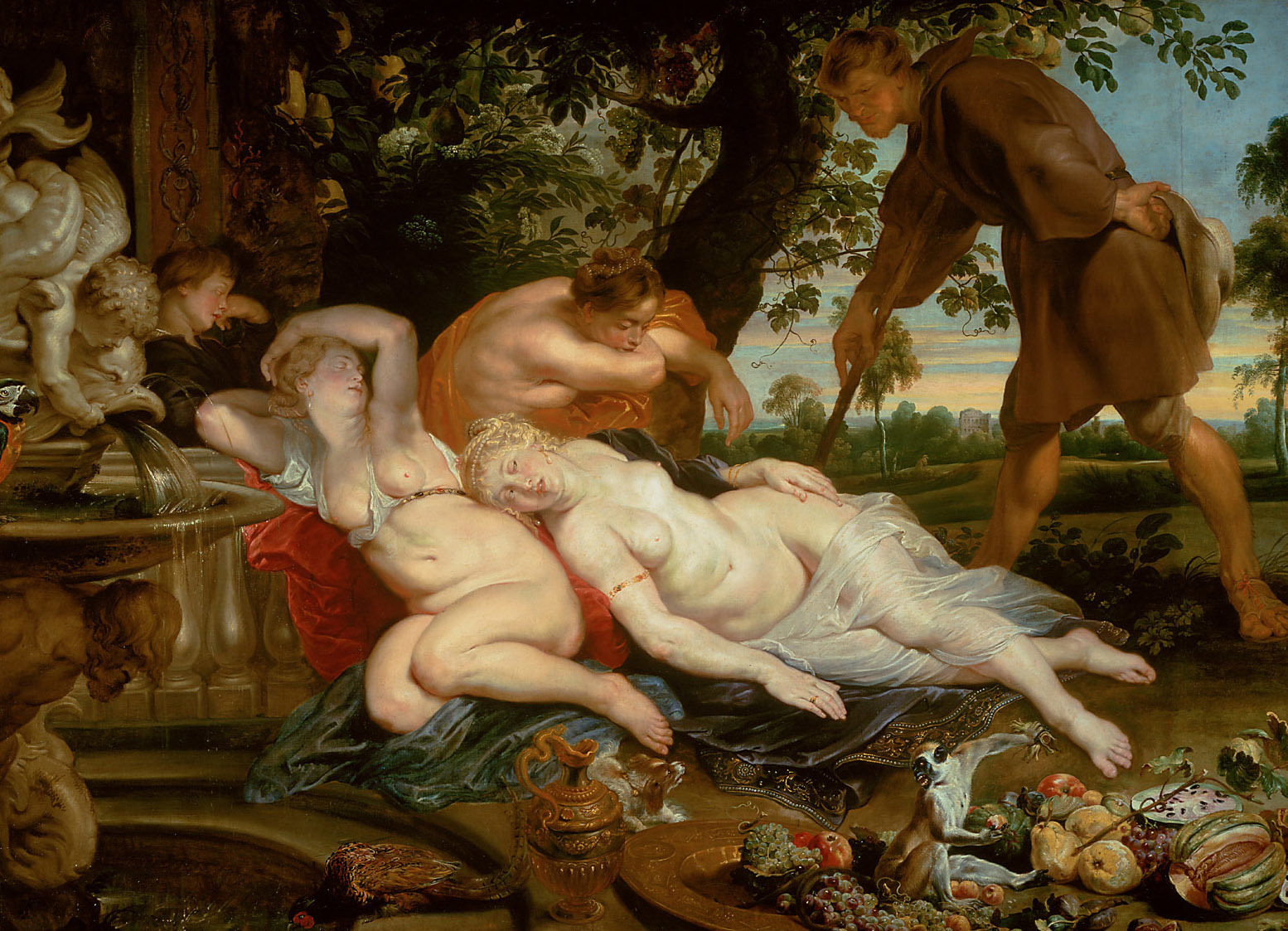
Кимон и Ифигения. Ок. 1617. Холст, масло. В соавторстве с П. П. Рубенсом и Ф. Снейдерсом. Музей истории искусств, Вена
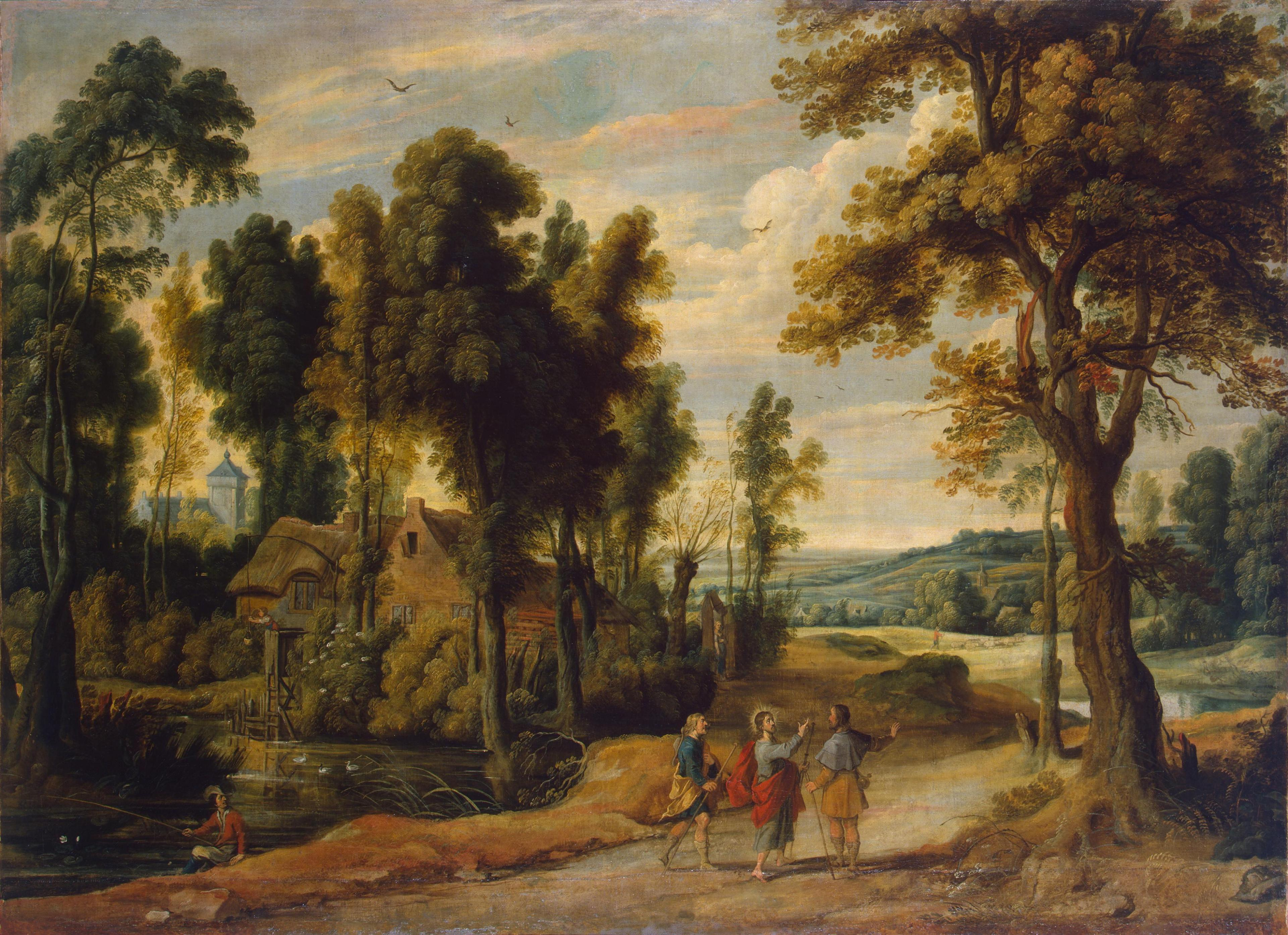
Пейзаж с Христом и его учениками на дороге в Эммаус. 1640-е. Холст, масло. Государственный Эрмитаж, Санкт-Петербург

## Работа с другими художниками
Кроме Рубенса, Вильденс работал с другими художниками, в числе которых:
- Питер ван Авонт
- Якоб Йорданс
- Франс Снейдерс
- Пауль де Вос
- Корнелис Схют
- Теодор Ромбоутс
- Йоос де Момпер
- Ян Брейгель Старший